# 隱者 (塔羅牌)

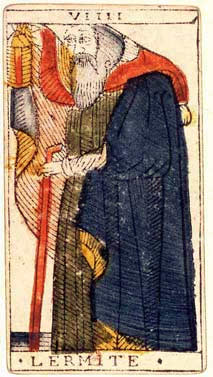
馬賽塔羅牌中的「隱者」

隱者（英語：The Hermit、法語：L'Ermite），是1枚從屬於塔羅牌大阿爾克那的卡牌。
「隱者」的卡牌編號為9號，排在其之前的8號卡牌在偉特塔羅牌中是「力量」、在馬賽塔羅牌中則是「正義」，排在其之後的卡牌是「10 命運之輪」。

## 牌義
正位牌義
經驗法則、高尚箴言、隱匿、精神、慎重、優越感、深思熟慮、推己及人、單獨行動、神出鬼沒、變化自如、晦澀。
逆位牌義
封閉、陰濕、消極、無謀、誤解、悲觀、猜忌、自卑感、溝通、拖延。
亞瑟·愛德華·偉特在其所著的《塔羅牌的圖畫鑰匙》中，把「隱者」的牌義解釋為「深思熟慮、聽取忠告、崩壞」。

## 與卡巴拉的聯繫
希伯來文字為Yod（י‬）‬，但眾說紛紜。據黃金黎明協會的說法，其關聯是自王冠和美麗兩個質點的結合而來。

## 與占星術的聯繫
有以下等諸多說法。
- 星座：金牛宮說、獅子宮說、室女宮說、人马宫說、寶瓶宮說
- 天體：木星說、土星說、海王星說

## 大眾文化
- 日本漫画《JoJo的奇妙冒險 第三部 星塵鬥士》角色喬瑟夫·喬斯達的替身「紫色隱者」的名稱由來。
- 角色扮演遊戲《女神異聞錄5》的主要角色佐倉雙葉控制的人格面具（Persona）所屬秘儀，而且也是P5主角與佐倉雙葉的協助關係所屬秘儀。

## 外部連結
- Iconography of the Hermit